# Franz Fischler

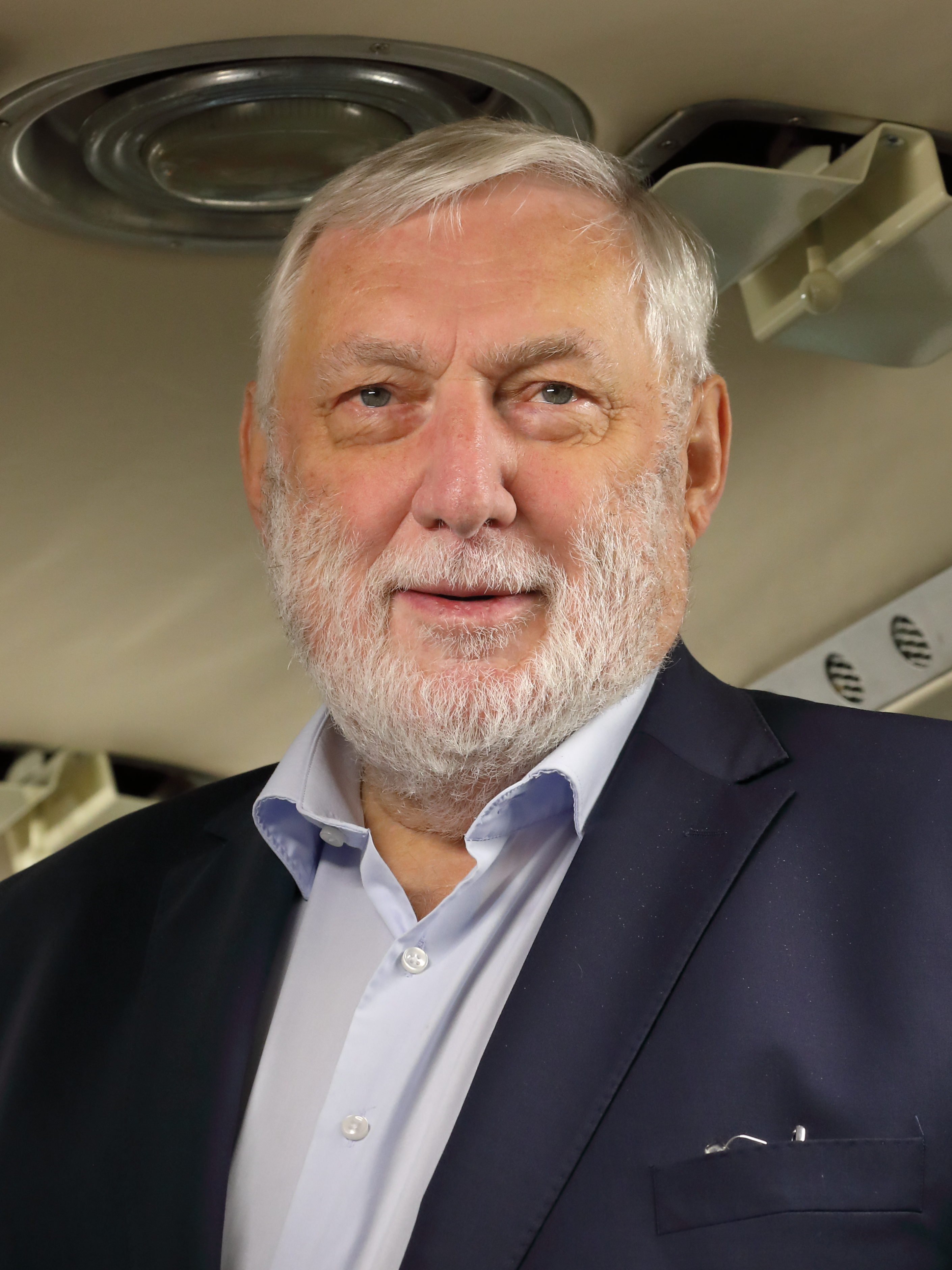
Franz Fischler (2024)

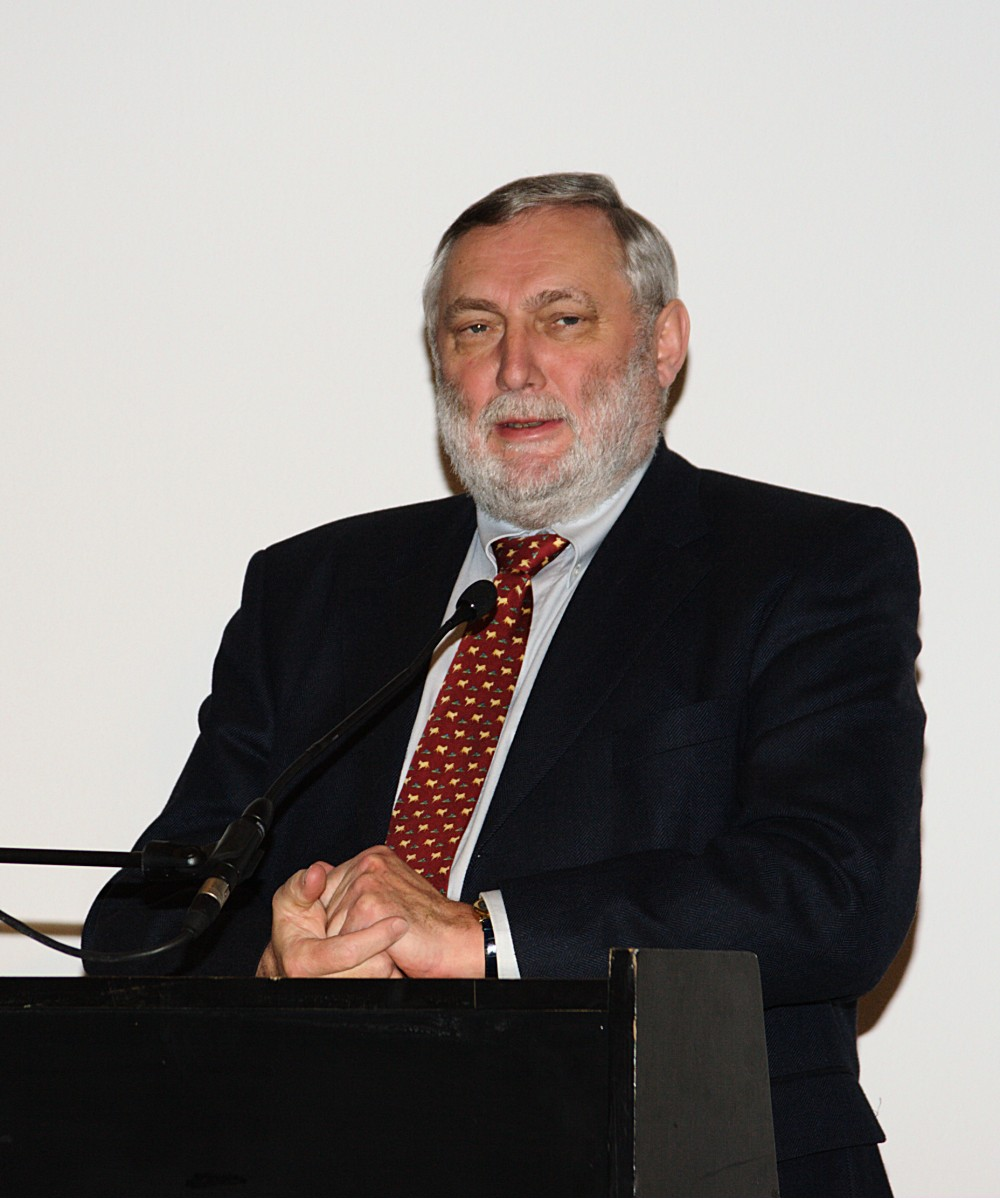
Franz Fischler (2006)

Franz Fischler (* 23. September 1946 in Absam, Tirol) ist ein österreichischer Politiker (ÖVP). Er war Bundesminister für Land- und Forstwirtschaft und EU-Kommissar für Landwirtschaft, Entwicklung des ländlichen Raumes und Fischerei. Von 2005 bis Ende 2011 war er Präsident des Ökosozialen Forums. Von 2012 bis 2020 war er Präsident des Europäischen Forums Alpbach.

## Biografie
Nach dem Studium der Landwirtschaft an der Universität für Bodenkultur in Wien, das er 1978 abschloss (Dr. rer. nat. oec.), war er als Universitätsassistent tätig, bis er 1979 Mitarbeiter in der Landwirtschaftskammer für Tirol wurde. Diese leitete er von 1985 bis 1989. Seit seiner Schulzeit ist er Mitglied der Mittelschulverbindung KÖStV Sternkorona Hall im MKV, später (1997) wurde ihm von der Studentenverbindung K.Ö.H.V. Mercuria Wien im ÖCV ein Ehrenband verliehen.
Das ÖVP-Mitglied Fischler war von 1989 bis 1994 österreichischer Bundesminister für Land- und Forstwirtschaft, ab 1990 auch Mitglied des Nationalrats. 1995, nach Österreichs Beitritt zur Europäischen Union, wechselte er als Europäischer Kommissar nach Brüssel. Dort war er bis 2004 zuständig für die Ressorts Landwirtschaft und Entwicklung des ländlichen Raumes. Seit 1999 gehörte die Fischerei in seinen Aufgabenbereich.
Es wird Franz Fischler vielerseits zugestanden, dass die auf dem Berliner Gipfel im März 1999 verabschiedete Agenda 2000 deutlich seine Handschrift trage. Zuletzt schlug er die Einführung der Tobin-Steuer oder die Besteuerung von Kerosin auf europäischer Ebene vor, um die Osterweiterung zu finanzieren.
Am 3. März 2003 wurde Franz Fischler zum Ehrenbürger der ehemaligen privaten IMADEC University in Wien ernannt.
Von Juni 2005 bis Ende Dezember 2011 war Franz Fischler Präsident des ÖVP-nahen Think Tanks Ökosoziales Forum Europa, dessen Ehrenpräsident er ist. Mit Jänner 2012 folgte ihm Stephan Pernkopf in dieser Funktion nach.
In diesem Zusammenhang setzte er sich für die Anliegen globaler Nachhaltigkeit sowie Entwicklungszusammenarbeit ein. Als Konservativer tritt er darüber hinaus für die Entideologisierung dieser tendenziell linken Themen ein und gilt als ein Hauptunterstützer der Global Marshall Plan Initiative. Im selben Jahr gründete er ein Beratungsunternehmen in seiner Heimatgemeinde.
Im Anschluss an die Nationalratswahl in Österreich 2006 warf er der ÖVP soziale Kälte, ausschließliche Orientierung am ländlichen Raum, ungenügende Berücksichtigung des weiblichen Bevölkerungsanteils sowie mangelnde innovatorische Perspektiven für den Bildungsbereich vor und trat für eine Totalreform der Partei ein.
Fischler wurde 2011 für die Wahl zur Leitung der Ernährungs- und Landwirtschaftsorganisation (FAO) der Vereinten Nationen nominiert. Bei der 37. Konferenz der FAO erhielt Fischler bei der Wahl 10 von 180 Stimmen. Zum neuen Vorsitzenden wurde der Brasilianer José Graziano da Silva gewählt.
Im Dezember 2015 wurde Fischler zum Präsidenten des Kuratoriums des Instituts für Höhere Studien Wien gewählt.
Fischler meldet sich nur selten zur Tagespolitik zu Wort, kritisierte im Dezember 2018 jedoch die EU-Ratspräsidentschaft Österreichs. „Die Migrationsfrage wurde viel zu hoch gespielt. Hätte man dieselbe Energie auf den Klimaschutz, auf die Wiederbelebung der EU-Erweiterung am Balkan verwendet, wären wir weiter“, sagte er dem Nachrichtenmagazin profil. Fischler war im Zuge der Abwahl von Sebastian Kurz als Bundeskanzler von Österreich, gemeinsam mit Heinz Fischer und Gerhart Holzinger kurzzeitig als dessen interimistischer Nachfolger im Gespräch. Dieser Vorschlag wurde unter anderem von dem Grünenpolitiker Werner Kogler unterstützt.
Seine Amtszeit als Präsident des Europäischen Forums Alpbach endete 2020. Sein Nachfolger war Andreas Treichl.

## Auszeichnungen
- 1992: Großes Goldenes Ehrenzeichen am Bande für Verdienste um die Republik Österreich[11]
- 2004: Ehrenzeichen des Landes Tirol
- 2010: Großer Verdienstorden des Landes Südtirol
- Komturkreuz mit dem Stern des Landes Burgenland
- 2011: Ehrensenator der Universität Innsbruck[12]
- 2018: Ehrenprofessur des Management Centers Innsbruck (MCI)[13]
- 2020: Grosskreuz des Fürstlich Liechtensteinischen Verdienstordens[14][15]
- 2025: Ritter[16] des Gregoriusordens[17]

## Mitgliedschaften
Franz Fischler ist Mitglied der Trilateralen Kommission in Europa.

## Werke
- Franz Fischler und Christian Ortner: Europa – Der Staat, den keiner will (2006) Ecowin Verlag, ISBN 3-902404-27-2.
- Erinnerungen (2006) Ueberreuter, ISBN 3-8000-7133-9.
- Ernährung sichern – Weltweit. Ökosoziale Gestaltungsperspektiven. Bericht an die Global Marshall Plan Initiative (2007) Murmann Verlag GmbH, ISBN 978-3-86774-030-2.